# Patrick Marber
Patrick Albert Crispin Marber (Wimbledon, 19 de septiembre de 1964) es un comediante, director, dramaturgo, titiritero, actor y guionista.

## Primeros años y educación
Marber nació en Londres, Inglaterra, hijo de Brian Marber, y fue criado en Wimbledon, Londres. 

## Vida personal
Desde 2002, Marber ha estado casado con la actriz Debra Gillett. Tienen tres hijos.

## Filmografía
- Closer (2004)
- Asylum (2005)
- Notes on a Scandal (2006)
- Fifty Shades of Grey (2015)

## Teatro
- Dealer's Choice (1995)
- After Miss Julie (1995)
- Closer (1997)
- Howard Katz (2001)
- The Musicians (2004)
- Don Juan in Soho (2006)

## Premios y nominaciones
Premios Óscar
| Año  | Categoría            | Película               | Resultado |
| ---- | -------------------- | ---------------------- | --------- |
| 2007 | Mejor guion adaptado | Diario de un escándalo | Nominado  |